# Rafetus euphraticus
Rafetus euphraticus är en sköldpaddsart som beskrevs av den franska zoologen François Marie Daudin 1802. Rafetus euphraticus ingår i släktet Rafetus och familjen lädersköldpaddor. IUCN kategoriserar arten globalt som starkt hotad. Inga underarter finns listade i Catalogue of Life.
Arten förekommer i avrinningsområdet av Tigris och Eufrat i södra Turkiet, Syrien, Iran och Irak. Den vistas främst i floder och korvsjöar.
Denna sköldpadda blir upp till 68 cm lång. Den har liksom andra familjemedlemmar ingen fast sköld. Skölden har istället en konsistens som påminner om läder. Kroppen och skölden är olivgröna med ljusa punkter som kan vara sammanlänkade med varandra.
Rafetus euphraticus simmar ofta och den kan röra sig snabb på land. Den jagar främst fiskar och vattenlevande ryggradslösa djur som kompletteras med några växtdelar och kadaver. I norra delen av utbredningsområdet sker äggläggningen i maj eller juni. Honan gräver en jordhåla och lägger där 13 till 50 ägg. Äggen har en vikt omkring 13,5 g.